# The Plot Against America (miniserie)
The Plot Against America es una miniserie de televisión de drama histórico e historia alternativa creada por David Simon y Ed Burns, basada en la novela homónima de Philip Roth. Fue estrenada en HBO el 16 de marzo de 2020.

## Premisa
The Plot Against America es una historia alternativa donde se relata a través de los ojos de una familia judía de clase trabajadora de Newark, New Jersey el ascenso político del aviador Charles Lindbergh, tras ganar las elecciones presidenciales de 1940 con la promesa de mantener la neutralidad estadounidense en la Segunda Guerra Mundial, sin embargo, posteriormente, Lindbergh adopta unas políticas que aproximan al país a la Alemania Nazi y comienzan un giro hacia el fascismo en los Estados Unidos.

## Reparto
- Winona Ryder como Evelyn Finkel.
- Anthony Boyle como Alvin Levin.
- Zoe Kazan como  Elizabeth 'Bess' Levin.
- Morgan Spector como Herman Levin.
- Michael Kostroff como Shepsie Tirchwell.
- David Krumholtz como  Monty Levin.
- Azhy Robertson como Monty Levin.
- Caleb Malis como Sandy Levin.
- Jacob Laval como Seldon Wishnow.
- John Turturro como rabino Lionel Bengelsdorf.
- Ben Cole como Charles Lindbergh.
- Billy Carter como Walter Winchell.
- Ed Moran como Henry Ford.

## Episodios
| N.º en serie | N.º en temp. | Título   | Dirigido por    | Escrito por                 | Fecha de emisión original | Audiencia (millones) |
| --- | ------------ | -------- | --------------- | --------------------------- | ------------------------- | -------------------- |
| 1 | 1            | «Part 1» | Minkie Spiro    | Ed Burns & David Simon      | 16 de marzo de 2020       | 0.407                |
| Junio de 1940. Herman se irrita por la retórica contra la guerra del héroe aviador populista Charles Lindbergh con sus connotaciones antisemitas, sin embargo, no considera como una amenaza la posibilidad de una candidatura de Lindbergh a la presidencia. Se le ofrece una promoción a Herman, pero esto requeriría que vivan en Union, donde probablemente serían los únicos judíos en el vecindario. Disgustado por los clientes en un bar de temática alemana en Union, decide rechazar la oferta. Alvin es despedido de su trabajo en una estación de servicio local de Esso por robo; él le dice a Sandy que se responsabilizó por un amigo. Se muda de la casa después de una discusión con Herman. La hermana mayor de Bess, Evelyn, que cuida a su madre, está teniendo una aventura con un hombre casado en Nueva York; pronto queda claro que no tiene intención de divorciarse de su esposa. El amigo de Philip, Earl, cuya madre tiene una reputación escandalosa, es una influencia corrupta sobre él. Evelyn y Bess se encuentran con el rabino Bengelsdorf, quien simpatiza con el mensaje contra la guerra de Lindbergh; Evelyn está encantada. Alvin se queda en secreto con un amigo cuyo padre dirige una tienda de dulces. Por la noche, él y dos amigos esperan afuera del bar alemán en Union y golpean a dos clientes borrachos en su camino a casa, llamándolos fascistas. |              |          |                 |                             |                           |                      |
| 2 | 2            | «Part 2» | Minkie Spiro    | Ed Burns & David Simon      | 23 de marzo de 2020       | 0.395                |
| Octubre de 1940. Sandy asiste con entusiasmo a un discurso de Lindbergh, con Evelyn y Bengelsdorf presentes. Evelyn y Bengelsdorf luego entran en una relación, y Evelyn le presenta a su madre. Bengelsdorf le asegura a Evelyn que intentará influir políticamente en su familia. Con la ayuda de Herman, Alvin toma un trabajo como conductor para un hombre rico llamado Abe Steinheim, posteriormente, se decepciona al considerar a su jefe como grosero y corrupto. Para ayudar a su familia económicamente, Bess toma un trabajo minorista en una tienda de clase alta, aunque pronto se pone nerviosa por los clientes que apoyan a Lindbergh. Philip continúa aprendiendo la conducta delictiva de Earl, incluido el robo y el seguimiento de extraños por la ciudad. Hablando en un mitin de Lindbergh, Bengelsdorf respalda generosamente a Lindbergh, con Evelyn a su lado. Disgustado por Bengelsdorf y la dirección del país, Alvin renuncia a su trabajo y se alista en el Ejército canadiense. Lindbergh gana las elecciones y se convierte en presidente. |              |          |                 |                             |                           |                      |
| 3 | 3            | «Part 3» | Minkie Spiro    | Ed Burns                    | 30 de marzo de 2020       | 0.357                |
| Mayo de 1941. Unos meses después de la inauguración presidencial de Lindbergh, los incidentes antisemitas han aumentado en los Estados Unidos. Lindbergh firma un acuerdo de neutralidad con Adolf Hitler. También coloca a Bengelsdorf a cargo de un programa llamado Solo Pueblo, como parte de la Oficina de Absorción Estadounidense, que coloca temporalmente a los niños judíos en familias rurales para hacerlos "más estadounidenses"; Evelyn inscribe a Sandy para participar. Philip comienza a tener pesadillas sobre los nazis. Mientras tanto, la demencia de la madre de Evelyn y Bess ha empeorado. A medida que crece la preocupación de Bess por la seguridad de su familia, los coloca en una lista de espera para ser candidatos a emigrar a Canadá. La familia Levin hacen un viaje a Washington D. C., donde experimentan el antisemitismo entre los ciudadanos y la policía. Herman finalmente da su permiso para que Sandy viaje a Kentucky como parte de Solo Pueblo. Alvin logra desarrollarse en el programa militar de Canadá, y es reclutado por la inteligencia británica para ayudar a robar un dispositivo de radar alemán. Sin embargo, pierde su pierna en combate. |              |          |                 |                             |                           |                      |
| 4 | 4            | «Part 4» | Thomas Schlamme | David Simon & Reena Rexrode | 6 de abril de 2020        | 0.420                |
| Septiembre de 1941. La madre de Bess y Evelyn fallece. Herman visita a Alvin en el hospital y le ofrece su apoyo, pero Alvin se ha vuelto distante y desilusionado. Alvin es interrogado por el FBI, luego de lo cual es dado de alta y regresa a Nueva Jersey. En la sinagoga, Sandy hace una presentación que defiende a Solo Pueblo, luego de que Evelyn le designara como 'Oficial de reclutamiento'. Cuando Evelyn y Bengelsdorf se unen a los Levin para celebrar el Shabat, Herman choca con las opiniones y la educación de Bengelsdorf, ya que además, el padre de este luchó con la Confederación. Después de que Bengelsdorf propone una expansión de Solo Pueblo, Anne Morrow Lindbergh lo invita a él y Evelyn a una cena de estado con el ministro de Asuntos Exteriores de Alemania, Joachim von Ribbentrop (debido a que todos los demás representantes judíos se negaron a participar). Evelyn también consigue una invitación para Sandy, lo que enfurece a Herman y Bess, quienes se niegan a dejar que Sandy asista. Él responde llamando a sus padres "judíos del gueto" y "peores que Hitler". Evelyn baila con el funcionario alemán en la cena, que aparece más tarde en los noticiarios. Mientras tanto, el FBI ha estado rastreando a Alvin después de marcarlo como un potencial comunista. Earl se va de la ciudad para vivir con su abuela después de que su madre está internada en un hospital psiquiátrico. El padre de Seldon muere. Philip, abrumado por todo lo que sucede a su alrededor, mira felizmente un noticiero de Lindbergh, para exasperación de Herman. |              |          |                 |                             |                           |                      |
| 5 | 5            | «Part 5» | Thomas Schlamme | Ed Burns                    | 13 de abril de 2020       | 0.433                |
| Abril de 1942. Evelyn inscribe a los Levin por la fuerza para participar en Homestead 42, la expansión de Solo Pueblo de Bengelsdorf que reubica familias judías enteras. Bengelsdorf le informa a Bess que su participación convencerá al FBI de quitarle algo de seguimiento a Alvin. Philip expresa curiosidad y preocupación por la presencia del Ku Klux Klan en Kentucky, y con enojo le pregunta a Evelyn por qué su vecino Seldon Wishnow y la madre viuda de Seldon, Selma, no fueron reubicados. Mal interpretando esto como un deseo de estar con su amigo, Evelyn también los inscribe. A pesar de las amenazas del FBI, Herman tiene la intención de demandar a la Oficina de Absorción, pero se entera de que el proceso legal tomará al menos un año; en cambio, deja su trabajo para evitar la obligación de participar en Homestead 42. Philip se siente abrumado por la culpa cuando se da cuenta de que él fue la causa de la reubicación de Seldon en Kentucky, donde seguramente será infeliz. El FBI continúa siguiendo a Alvin. Evelyn y Bengelsdorf se casan en una ceremonia extravagante sin la presencia de los Levin. El locutor de radio Walter Winchell intensifica su retórica anti-Lindbergh; Bengelsdorf rápidamente lo despide. Winchell anuncia que su postulación para competir por la nominación presidencial y Herman asiste a su concentración, pero los partidarios violentos de Lindbergh atacan a los asistentes mientras la policía se hace a un lado. Cuando Herman regresa a casa ensangrentado, Bess amenaza con dejarlo y llevar a los niños a Canadá si continúa con su resistencia. |              |          |                 |                             |                           |                      |
| 6 | 6            | «Part 6» | Thomas Schlamme | Ed Burns                    | 20 de abril de 2020       | 0.392                |
| Septiembre de 1942. Los incidentes antisemitas violentos continúan aumentando en todo el país. Winchell es asesinado a tiros durante una aparición en Louisville. En el funeral de Winchell, el alcalde de Nueva York, Fiorello La Guardia, lo elogia y denuncia con vehemencia a Lindbergh. Bengelsdorf preocupado insta a la primera dama a convencer a Lindbergh de emitir una declaración, pero la declaración final de Lindbergh es breve y vacía. Alvin es visitado por Billy Murphy, un compañero soldado de su tiempo en Canadá, que obliga a Alvin a unirse a un grupo secreto antifascista que quiere asesinar a Lindbergh y necesitan la experiencia de radar de Alvin para llevar a cabo la operación. En un principio, parece que la operación fracasa, pero el avión de Lindbergh desaparece. La radio alemana difunde propaganda de una conspiración judía para asesinar a Lindbergh, que rápidamente se afianza en los Estados Unidos cuando el vicepresidente Burton K. Wheeler es nombrado presidente interino, declarando la ley marcial y arrestando a figuras judías prominentes, incluido Bengelsdorf. Seldon, histérico, llama a Bess cuando su madre no regresa a casa. Herman y Sandy conducen a Kentucky para recoger a Seldon, ahí descubren que Selma fue asesinada por el Ku Klux Klan. Se encuentran con más miembros del Klan en el camino de regreso a Nueva Jersey. Una aterrorizada Evelyn visita a Bess en busca de refugio, pero Bess le dice furiosamente que se vaya y que nunca regrese. La primera dama emite una declaración pidiendo la paz, la liberación de los detenidos judíos, e insta al Congreso a reemplazar a Wheeler a través de una elección presidencial de emergencia. Bengelsdorf descubre que la mayor parte de miembros de su sinagoga la han abandonado, y sus afirmaciones a sus colegas de que la presidencia de Lindbergh y la posterior desaparición fueron el resultado de una operación de chantaje alemán que secuestró y entrenó al hijo de Lindbergh para ser un modelo de juventud alemana, se encuentran con escepticismo. Alvin visita a los Levin con su nueva novia, pero se mete en un altercado con Herman sobre sus acciones con respecto a Lindbergh. En noviembre, se llevan a cabo las elecciones de emergencia según lo programado, sin embargo, los votantes de Roosevelt sufren distintos obstáculos para emitir su sufragio, el resultado de las votaciones no es revelado. |              |          |                 |                             |                           |                      |

## Producción
HBO anunció el 8 de noviembre de 2018 que había ordenado una miniserie de seis episodios basada en la novela de Philip Roth, The Plot Against America, escrita por David Simon y Ed Burns y producida por Simon, Burns, Roth, junto con Joe Roth, Jeffrey Kirschenbaum, Nina Noble, Megan Ellison, Sue Naegle, Susan Goldberg y Dennis Stratton. Las compañías de producción involucradas con la serie fueron Annapurna Pictures y Blown Deadline Productions. En abril de 2019, Winona Ryder, Zoe Kazan, Morgan Spector, John Turturro, Anthony Boyle, Azhy Robertson y Caleb Malis se unieron al elenco de la serie.

### Filmación
La filmación tuvo lugar en Jersey City en el Templo Beth-El y en el distrito comercial de Greenville en mayo de 2019. La filmación también tuvo lugar en el centro de Paterson en mayo y en Newark en junio. El rodaje también se realizó en la ciudad de Nueva York en mayo y junio de 2019. La filmación también tuvo lugar del 13 al 14 de junio de 2019 en Baltimore, incluso en la cubierta del SS John W. Brown, un barco Liberty de la Segunda Guerra Mundial atracado en el Canton Dock; y del 14 al 16 de junio de 2019, en Washington D. C.

## Recepción
La miniserie ha sido aclamada por la crítica. En Rotten Tomatoes, tiene una aprobación de 87% con un puntaje promedio de 8.13 de 10 basado en 61 comentarios. En Metacritic, tiene un puntaje de 81 puntos de 100 basado en 31 comentarios, y una calificación promedio de 7.8.